# Moorveldsberg
De Moorveldsberg is een heuvel in het Heuvelland gelegen nabij Geulle in het zuiden van de Nederlandse provincie Limburg. De Moorveldsberg wordt ook wel Schieversberg genoemd.

## Wielrennen
De helling is meermaals opgenomen in de wielerklassieker Amstel Gold Race.